# Teaser and the Firecat
Teaser and the Firecat es el quinto álbum de estudio del cantautor británico Cat Stevens, publicado en 1971. El álbum contiene las canciones "Morning Has Broken", "Moon Shadow" y "Peace Train", que lograron radiodifusión y fueron un éxito tanto en Europa como en Norteamérica. El disco fue un éxito comercial, superando en ventas al anterior álbum de Stevens, Tea for the Tillerman.

## Lista de canciones

### Lanzamiento original
Todas las canciones escritas y compuestas por Cat Stevens excepto donde se indique. 
| N.º | Título               | Duración |  |
| 1.  | «The Wind»           | 1:42     |  |
| 2.  | «Rubylove»           | 2:37     |  |
| 3.  | «If I Laugh»         | 3:20     |  |
| 4.  | «Changes IV»         | 3:32     |  |
| 5.  | «How Can I Tell You» | 4:24     |  |
| 6.  | «Tuesday's Dead»     | 3:36     |  |
| 7.  | «Morning Has Broken» | 3:20     |  |
| 8.  | «Bitterblue»         | 3:12     |  |
| 9.  | «Moonshadow»         | 2:52     |  |
| 10. | «Peace Train»        | 4:04     |  |

### Edición de lujo

#### Disco 2
Todas las canciones escritas y compuestas por Cat Stevens excepto donde se indique. 
| N.º | Título                      | Duración |  |
| 1.  | «Moonshadow» (En vivo)      | 3:06     |  |
| 2.  | «Rubylove» (Demo)           | 2:53     |  |
| 3.  | «If I Laugh» (Demo)         | 4:04     |  |
| 4.  | «Changes IV» (Demo)         | 3:36     |  |
| 5.  | «How Can I Tell You» (Demo) | 4:03     |  |
| 6.  | «Morning Has Broken» (Demo) | 2:49     |  |
| 7.  | «Bitterblue» (En vivo)      | 3:38     |  |
| 8.  | «Tuesday's Dead» (En vivo)  | 4:09     |  |
| 9.  | «Peace Train» (En vivo)     | 4:12     |  |
| 10. | «The Wind» (Demo)           | 1:59     |  |

## Créditos
- Cat Stevens – voz, guitarras, teclados
- Alun Davies – guitarra
- Larry Steele – bajo, congas
- Gerry Conway – batería, percusión
- Harvey Burns – batería, percusión
- Jean Roussel – órgano en "Peace Train"
- Linda Lewis – coros

## Listas de éxitos

### Álbum
| Año  | Lista                                     | Posición |
| ---- | ----------------------------------------- | -------- |
| 1971 | Billboard Pop Albums                      | 2        |
| 1971 | Australian Kent Music Report Albums Chart | 1        |
| 1972 | Australian Kent Music Report Albums Chart | 1        |

### Sencillos

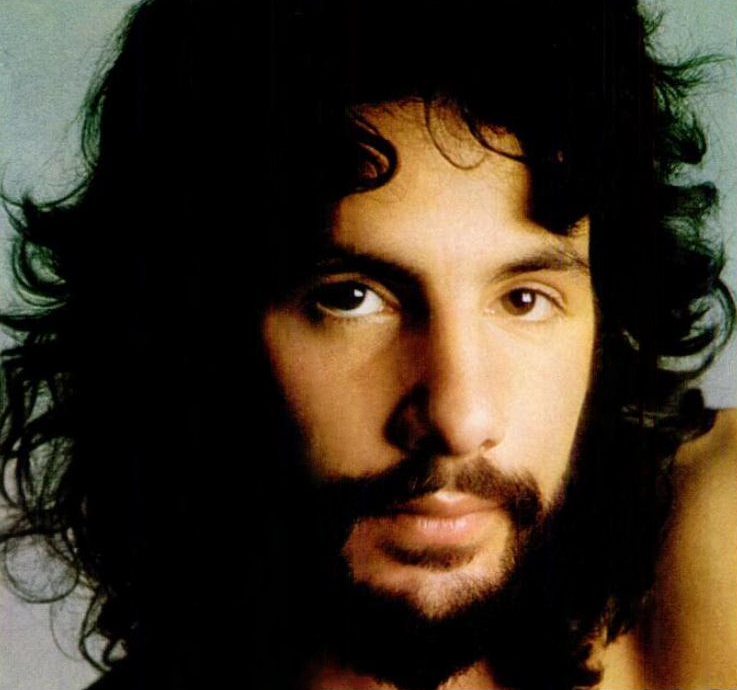
Parte de una foto de un n.º de 1972 de la revista Billboard; la foto se empleó como anuncio de Morning Has Broken.

| Año  | Canción              | Lista                        | Posición |
| ---- | -------------------- | ---------------------------- | -------- |
| 1971 | "Moonshadow"         | Billboard Adult Contemporary | 10       |
| 1971 | "Moonshadow"         | Billboard Pop Singles        | 30       |
| 1971 | "Peace Train"        | Billboard Adult Contemporary | 1        |
| 1971 | "Peace Train"        | Billboard Pop Singles        | 7        |
| 1972 | "Morning Has Broken" | Billboard Adult Contemporary | 1        |
| 1972 | "Morning Has Broken" | Billboard Pop Singles        | 6        |